# Дронов, Владимир Алексеевич
Владимир Алексеевич Дронов — советский лётчик гражданской авиации, Герой Социалистического Труда.

## Биография
Родился в 1921 году в Орске. Член КПСС.
С 1937 году окончил школу. С 1937 года — студент военно-строительного техникума в Скопине, авиамеханик в Рязанском аэроклубе, авиатехник в посёлке Реутово.
В августе 1941 года был призван в Красную Армию Реутовским районным военкоматом. В марте 1942 года окончил Качинскую военную авиационную школу и оставлен в ней инструктором-лётчиком. С августа 1942 года служил в 8-м запасном авиационном полку ВВС Приволжского военного округа, в нём прошёл переподготовку на истребитель Як-1.
С апреля 1943 года сержант В. А. Дронов сражался на фронтах Великой Отечественной войны. Воевал в 148-м истребительном авиационном полку Северо-Кавказском, Брянском, 2-м Прибалтийском и Ленинградском фронтах. Летал на истребителях Як-1 и Як-9. Был дважды подбит, 6 мая 1943 года был ранен и получил ожоги. За два годы пребывания на фронте старший лейтенант В. А. Дронов совершил более 100 боевых вылетов, провёл 15 воздушных боёв, сбил лично 7 и в группе 2 самолёта противника (в последнем наградном листе указаны 6 личных и 3 групповые победы). В декабре 1945 года капитан В. А. Дронов был уволен в запас. 
После увольнения в запас работал в Гражданском воздушном флоте: лётчик-инструктор, командир отряда Узбекского республиканского аэроклуба ДОСААФ, командир корабля в санитарной авиации и на пассажирских линиях, командир кораблей Ил-12, Ил-14, Ил-18 Узбекского управления гражданской авиации Министерства гражданской авиации СССР, начальник смены производственно-диспетчерской службы Ташкентского объединённого авиаотряда.
Указом Президиума Верховного Совета СССР от 9 февраля 1973 года присвоено звание Героя Социалистического Труда с вручением ордена Ленина и золотой медали «Серп и Молот».
Избирался депутатом Верховного Совета Узбекской ССР 3-го созыва.
В 1981 году вышел на пенсию. Умер в Ташкенте в 1992 году, похоронен на Боткинском кладбище Ташкента.